# Kurt von Loeben
Kurt von Loeben (* 1. Dezember 1841 in Rüsseina; † 3. Juni 1920 in Dresden) war ein sächsischer Generalleutnant.

## Leben
Kurt von Loeben entstammte einem alten sächsisch-schlesischen Adelsgeschlecht und war Sohn des Dompredigers zu Meissen, Otto von Loeben (* 11. November 1799; † 29. Dezember 1873) und dessen Ehefrau Agnes von Ehrenstein (* 17. Februar 1802; † 1. März 1888).
Er kam am 1. April 1857 in das Kadettenhaus in Dresden.
Er wurde am 1. April 1862 zum Fähnrich im 16. Infanterie-Bataillon ernannt. Am 25. März 1862 avancierte er mit einem Patent vom 7. Juli 1861 zum Leutnant. 1865 erfolgte seine Versetzung in das 14. Infanterie-Bataillon, wonach er am Krieg gegen Preußen teilnahm. Er kämpfte bei Gitschin und Königgrätz. In diesem Konflikt stieg er am 6. Juli 1866 zum Oberleutnant auf und wurde nach der Niederlage des Königreichs Sachsen sowie anschließender Neuorganisation der sächsischen Armee 1867 in das 1. Königlich Sächsische Leib-Grenadier-Regiment Nr. 100 verlegt, wo er zunächst als Bataillonsadjutant und ab 1868 als Regimentsadjutant fungierte. Er nahm am Krieg gegen Frankreich teil und kämpfte bei St.Privat und Beuaumont. Am 29. November 1870 geriet er beim Überfall von Etrepagnie in Gefangenschaft, aus der er im März 1871 entlassen wurde.
Dennoch wurde er am 5. Februar 1871 zum Hauptmann und Kompaniechef im Regiment ernannt. Er diente die nächsten Jahre in dieser Eigenschaft, stieg am 1. April 1881 zum Major auf diente auch beim Grenadier-Regiment „Kaiser Wilhelm, König von Preußen“ (2. Königlich Sächsisches) Nr. 101, seit 1884 als Bataillonskommandeur, und wurde am 1. April 1881 zum Oberstleutnant und etatsmäßigen Stabsoffizier beim 11. Königlich Sächsisches Infanterie-Regiment Nr. 139 ernannt. Am 20. März 1890 erfolgte seine Beförderung zum Oberst und Regimentskommandeur des 10. Infanterie-Regiments Nr. 134. Er wurde am 25. März 1893 zum Generalmajor und Brigadekommandeur der 4. Infanterie-Brigade Nr. 48 befördert und wurde unter Genehmigung seines Abschiedsgesuches am 12. April 1896 mit dem Charakter eines Generalleutnants zur Disposition gestellt.